# Citadelle Laferriere
Citadelle Laferriere hay Citadelle Henry Christophe, hoặc đơn giản là Citadelle (tiếng Anh: Citadel), là một đỉnh núi pháo đài lớn ở phía bắc Haiti, cách thành phố Cap-Haitien khoảng 17 dặm (27 km) về phía nam và năm dặm (8 km) so với thị trấn Milot gần đó. Đây là pháo đài lớn nhất ở châu Mỹ và đã được UNESCO công nhận là di sản thế giới cùng với Cung điện Sans-Souci vào năm 1982. Pháo đài nằm trên đỉnh núi đã chính thức trở thành một biểu tượng của Haiti. Citadel được xây dựng bởi Henri Christophe, một nhà lãnh đạo chủ chốt trong các cuộc nô lệ nổi loạn ở Haiti, sau khi Haiti giành được độc lập từ Pháp vào đầu thế kỷ 19.

## Lịch sử
Cấu trúc đá khổng lồ này được xây dựng bởi 20.000 lao động vào khoảng thời gian giữa năm 1805 và 1820 như là một phần của hệ thống công sự được thiết kế để giữ cho quốc gia mới độc lập Haiti an toàn trước cuộc xâm chiếm của thực dân Pháp. Citadel được xây dựng trên diện tích đất khoảng vài dặm, và trên đỉnh núi Bonnet cao 3.000 ft (910 m) để ngăn chặn các cuộc tấn công và để cung cấp một lối thoát vào thung lũng gần đó. Từ Cap-Haitien và gần Đại Tây Dương, người ta cũng có thể nhìn thấy pháo đài từ mái của một tòa nhà. Giai thoại nói rằng, đứng từ pháo đài có thể nhìn thấy bờ biển phía đông của Cuba cách đó khoảng 90 dặm (140 km) về phía tây, vào những ngày trời quang mây.
Người dân Haiti trang bị cho pháo đài 365 khẩu pháo với các kích cỡ khác nhau. Những khẩu pháo này thu được từ nhiều quốc gia vào thế kỷ 18. Kho dự trữ khổng lồ súng thần công vẫn còn lưu giữ trong ngăn xếp hình kim tự tháp tại căn cứ bên trong các bức tường pháo đài. Kể từ khi xây dựng, pháo đài đã trải qua rất nhiều trận động đất, mặc dù không có bất kỳ một cuộc tấn công nào của Pháp diễn ra và cuối cùng, nó đã bị bỏ rơi.
Henri Christophe ban đầu đã chiếm giữ được pháo đài vào năm 1805. Vào thời điểm đó, Christophe là một vị tướng trong quân đội Haiti và chỉ huy trưởng của khu vực phía Bắc đất nước. Năm 1806, Alexandre Pétion đảo chính chống lại hoàng đế của Haiti là Jean-Jacques Dessalines, mặc dù Christophe đã nhận thức được điều này thông qua những tên do thám nhưng đã không cảnh báo Dessaline và vụ ám sát này như là một điều tất yếu của cái ác và có thể cho phép ông ta đạt được mục tiêu riêng của mình. Dessalines chết đã dẫn đến một cuộc đấu tranh quyền lực giữa Christophe và Pétion, kết thúc với việc Haiti bị chia thành bang miền bắc và miền nam, với phía bắc thuộc tổng thống Christophe năm 1807. Ông ta tuyên bố mình vua vào năm 1811.
Citadelle là một phần của một hệ thống công sự bao gồm Pháo đài Jacques và Alexandre, được xây dựng trên núi nhìn ra Port-au-Prince. Dessalines ra lệnh cho xây dựng những pháo đài vào năm 1805 để bảo vệ các quốc gia mới chống lại cuộc tấn công của Pháp.

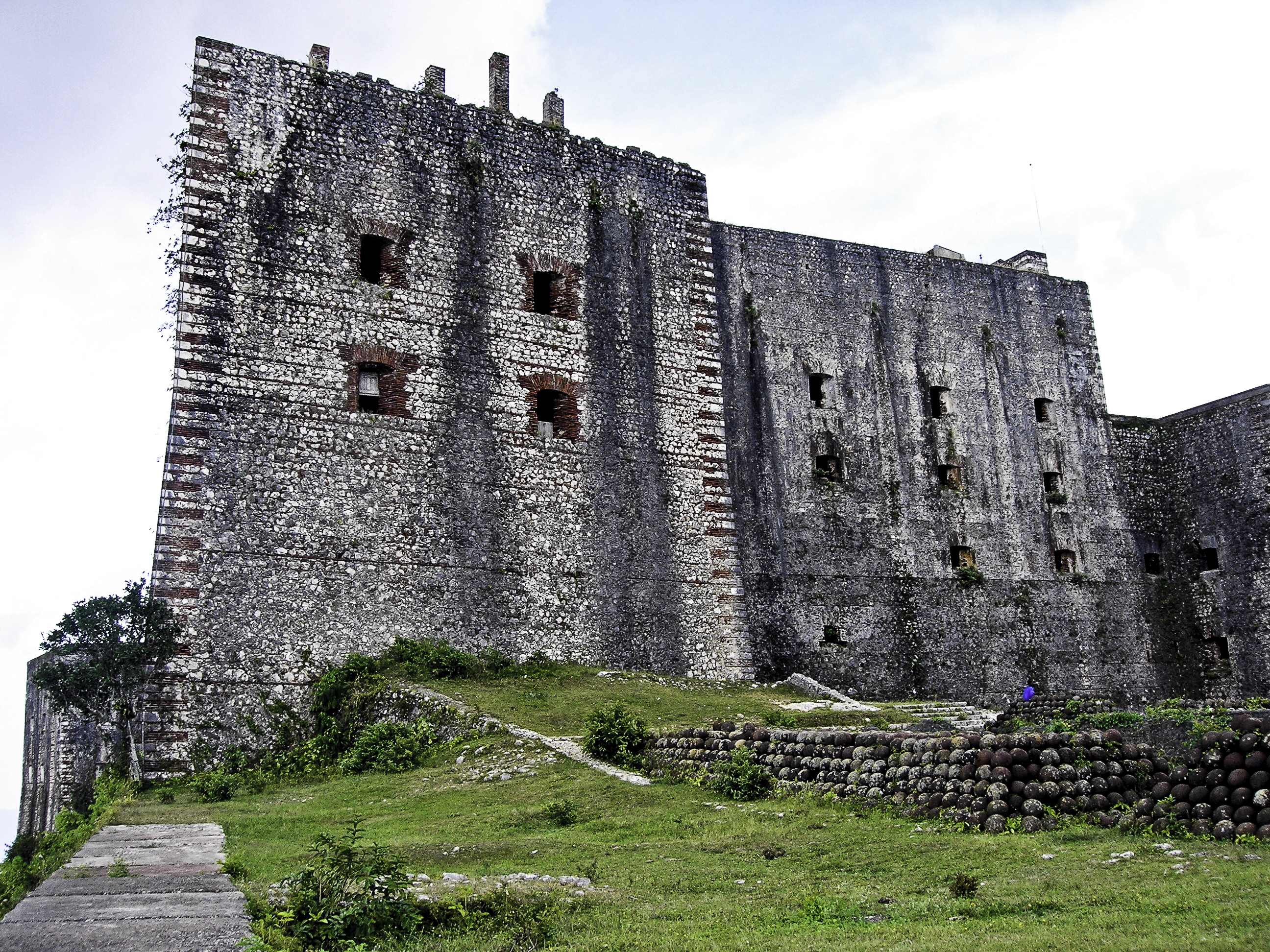
Các bức tường của Citadel.

Trong trường hợp nếu có xâm lược xảy ra, Christophe đã lên kế hoạch quân sự của mình là trồng các cây có giá trị và dự trữ lương thực dọc theo bờ biển, sau đó rút lui vào pháo đài, thiết lập phục kích dọc theo con đường núi duy nhất dẫn lên pháo đài.
Christophe bị đột quỵ vào năm 1820 và một số quân của ông đã nổi loạn. Ngay sau đó, ông tự tử -theo truyền thuyết thì ông đã tự tử bằng khẩu súng với viên đạn bạc. Những người trung thành đã dùng vôi bao phủ cơ thể Christophe và chôn cất ông tại một trong những sân bên trong của Citadel.

## Mô tả
Kích thước khổng lồ của pháo đài đã làm cho nó trở thành một biểu tượng quốc gia của Haiti, hình ảnh của nó có mặt trên tiền tệ, tem, và áp phích du lịch. Các bức tường pháo đài cao 130 feet (40 m) từ đỉnh núi và toàn bộ cấu trúc phức tạp của nó, không bao gồm các căn cứ xung quanh có diện tích 108.000 feet vuông (10.000 m2). Công nhân đã đặt những viên đá tảng lớn của pháo đài trực tiếp gắn với đá của đỉnh núi, sử dụng một hỗn hợp vữa bao gồm vôi, mật mía, máu của bò và dê mà họ nấu chín để tạo thành một hỗn hợp vữa giúp gắn kết các phiến đá.

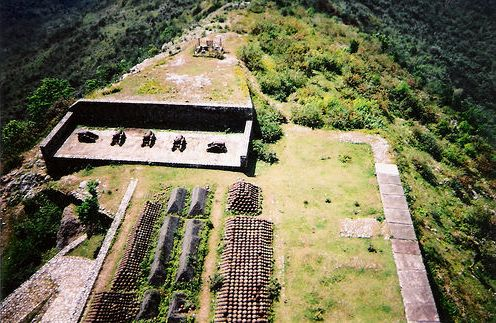
Kho dự trữ đạn pháo, nhìn từ mái nhà

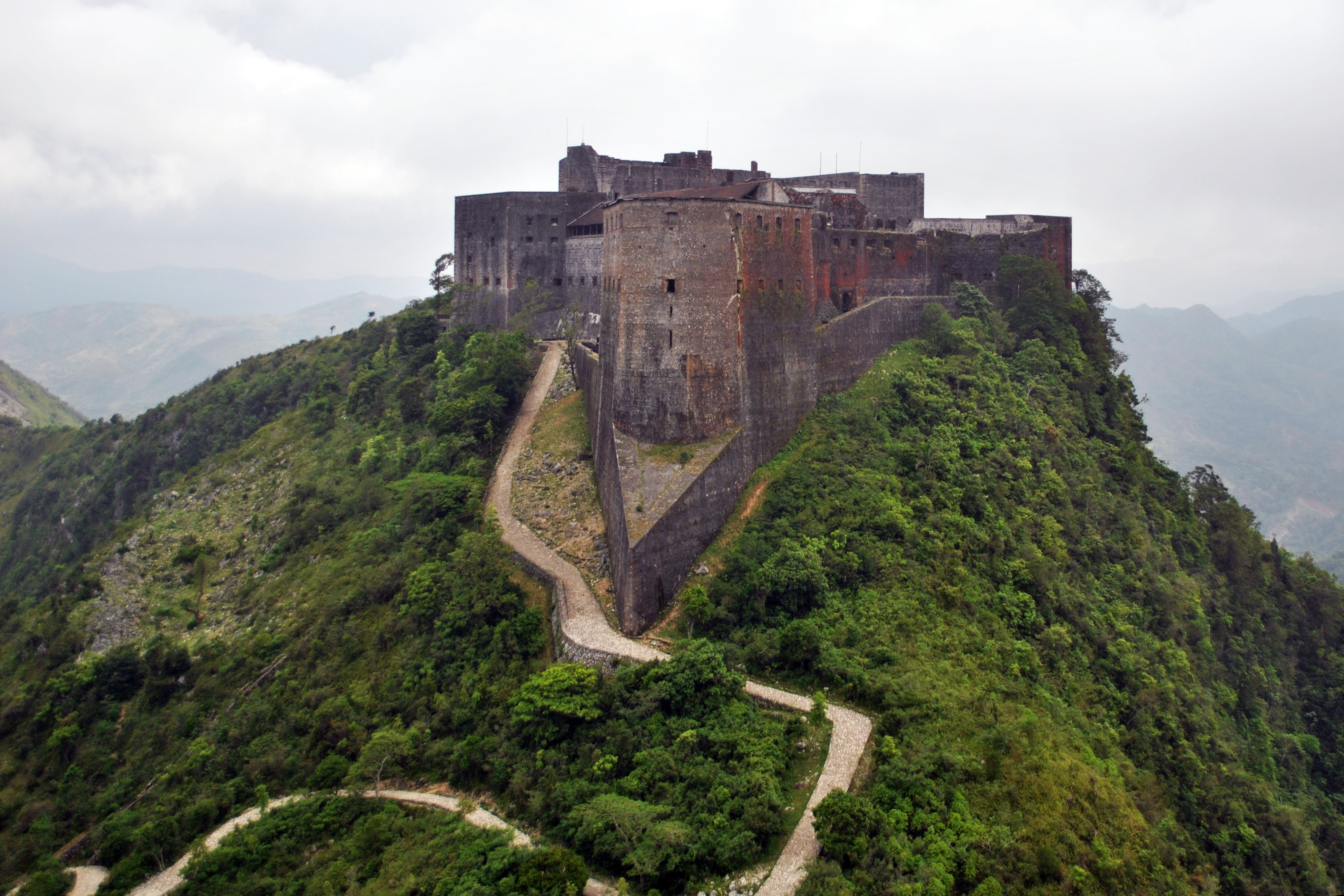
Citadelle Laferriere nhìn từ trên không.

Bể chứa nước lớn, kho dự trữ trong pháo đài được thiết kế để cất trữ đủ lương thực và nước cho 5.000 người bảo vệ trong một năm. Pháo đài bao gồm khu cung điện cho vua và hoàng gia, trong trường hợp họ cần phải quy y tại đây. Các tiện nghi khác bao gồm hang động, khu tắm, và khu nướng bánh mì. Ta cũng có thể dễ dàng nhìn thấy ngôi mộ của những người anh em của vua Christophe bị thiệt mạng khi phòng thuốc súng phát nổ.
Sự xuất hiện của Citadel từ đường mòn dẫn đến pháo đài đã được so sánh với mũi của một con tàu nhô ra từ sườn núi. Cấu trúc góc cạnh và hình học khác nhau dựa trên định hướng của người xem. Một số các góc của Citadelle đã cố tình đặt ở đó bởi Christophe để chệch súng thần đi nếu bị tấn công và Epaullete là một ví dụ tuyệt vời của việc sử dụng các góc đi chệch và làm chệch hướng các góc. Hàng trăm năm sau đó việc sử dụng các góc được sử dụng bởi người Nga trên xe tăng của họ trong Thế Chiến II như một công cụ phòng thủ. Mặc dù hầu hết các pháo đài không có mái như vậy, đó là một số phần nghiêng được trang trí bằng gạch màu đỏ tươi. Pháo đài đã được sửa chữa và tân trang lại nhiều lần kể từ khi xây dựng, bao gồm cả trong những năm 1980 với sự giúp đỡ của UNESCO và Quỹ Di sản thế giới, mặc dù thiết kế ban đầu của nó gần như vẫn giữ nguyên.